# Xian de Taihu
Pour les articles homonymes, voir Taihu.
Le xian de Taihu (太湖县 ; pinyin : Tàihú Xiàn) est un district administratif de la province de l'Anhui en Chine. Il est placé sous la juridiction de la ville-préfecture d'Anqing.

## Démographie
La population du district était de 564 536 habitants en 1999.